# 진도대로
진도대로(Jindo-daero)는 전라남도 진도군 고군면 오일시삼거리와 군내면 진도대교를 잇는 전라남도의 도로이다. 진도군의 유일한 국도인 국도 제18호선을 따라 도로 구간이 결정되었으며, 이에 따라 도로 명칭도 진도대로가 되었다. 단, 고군면에서 군내면으로 직선으로 잇는게 아니라 진도군 동부, 남부 지역을 돌아서 이어진다.

## 역사
- 2000년 10월 16일 : 진도우회도로(진도군 진도읍 포산리 ~ 동외리) 4.08km 구간 확장 개통, 기존 1.97km 구간 폐지[1]
- 2009년 7월 3일 : 2개 이상 시·군에 걸쳐 있는 광역도로로 진도대로를 고시[2]
- 2015년 4월 23일 : 군내 ~ 고군간 도로(진도군 군내면 둔전리 ~ 녹진리) 5.13km 구간 확장 개통, 기존 5.8km 구간 폐지[3]

## 주요 경유지
전라남도
- 진도군 (고군면 - 의신면 - 임회면 - 진도읍 - 군내면)

## 노선
| 이름                          | 접속 노선                         | 소재지 | 소재지                                           | 비고                          |
| ----------------------------- | --------------------------------- | ------ | ------------------------------------------------ | ----------------------------- |
| 오일시삼거리                  | 국도 제18호선 (오일시1길)         | 진도군 | 고군면                                           | 국도 제18호선 구간            |
| 고군농공단지                  |                                   | 진도군 | 고군면                                           | 국도 제18호선 구간            |
| 고성삼거리                    | 오일시2길                         | 진도군 | 고군면                                           | 국도 제18호선 구간            |
| 오산2교                       |                                   | 진도군 | 고군면                                           | 국도 제18호선 구간            |
| 고군면소재지 교차로           | 내산로                            | 진도군 | 고군면                                           | 국도 제18호선 구간            |
| 지막삼거리                    | 지방도 제801호선 (하율길)         | 진도군 | 고군면                                           | 국도 제18호선 구간            |
| 모사삼거리                    | 모사길                            | 진도군 | 고군면                                           | 국도 제18호선 구간            |
| 향동삼거리                    | 운림산방로                        | 진도군 | 고군면                                           | 국도 제18호선 구간            |
| 가계삼거리                    | 신비의바닷길                      | 진도군 | 고군면                                           | 국도 제18호선 구간            |
| 회동삼거리                    | 회동길                            | 진도군 | 고군면                                           | 국도 제18호선 구간            |
| 삐에르랑디공원 (회동재)       |                                   | 진도군 | 고군면                                           | 국도 제18호선 구간            |
| 의신면                        |                                   | 진도군 |                                                  | 국도 제18호선 구간            |
| (초평교 북단)                 | 초사로                            | 진도군 |                                                  | 국도 제18호선 구간            |
| 초사교 양주굴재 청룡재 청룡교 |                                   | 진도군 |                                                  | 국도 제18호선 구간            |
| 의신면소재지 교차로           | 돈지로                            | 진도군 |                                                  | 국도 제18호선 구간            |
| 의신면돈지리 교차로           | 죽엽돈지로                        | 진도군 |                                                  | 국도 제18호선 구간            |
| 사일시교 만길재               |                                   | 진도군 |                                                  | 국도 제18호선 구간            |
| 거룡삼거리                    | 용호거룡로                        | 진도군 |                                                  | 국도 제18호선 구간            |
| (원두리)                      | 만길로                            | 진도군 |                                                  | 국도 제18호선 구간            |
| 의신면금갑리                  | 접도로                            | 진도군 |                                                  | 국도 제18호선 구간            |
| 강풍미재                      |                                   | 진도군 | 임회면                                           | 국도 제18호선 구간            |
| 귀성삼거리                    | 아리랑길                          | 진도군 | 임회면                                           | 국도 제18호선 구간            |
| 중만리마을회관                |                                   | 진도군 | 임회면                                           | 국도 제18호선 구간 1차선 구간 |
| (소교)                        |                                   | 진도군 | 임회면                                           | 국도 제18호선 구간 1차선 구간 |
| 배중손사당                    | 임회산동길                        | 진도군 | 임회면                                           | 국도 제18호선 구간 1차선 구간 |
| 굴포삼거리                    | 굴포길                            | 진도군 | 임회면                                           | 국도 제18호선 구간            |
| 남선삼거리                    | 남선길                            | 진도군 | 임회면                                           | 국도 제18호선 구간            |
| 동령개삼거리                  | 동령개길                          | 진도군 | 임회면                                           | 국도 제18호선 구간            |
| 동령개재                      |                                   | 진도군 | 임회면                                           | 국도 제18호선 구간            |
| 남도석성앞 교차로             | 남도석성로                        | 진도군 | 임회면                                           | 국도 제18호선 구간            |
| 서망삼거리                    | 서망항길                          | 진도군 | 임회면                                           | 국도 제18호선 구간            |
| 서망재                        |                                   | 진도군 | 임회면                                           | 국도 제18호선 구간            |
| 팽목삼거리                    | 진도항길                          | 진도군 | 임회면                                           | 국도 제18호선 구간            |
| 진구지삼거리                  | 지방도 제803호선 (진구지길)       | 진도군 | 임회면                                           | 국도 제18호선 구간            |
| 연동리                        | 송호연동로                        | 진도군 | 임회면                                           | 국도 제18호선 구간            |
| 석성삼거리                    | 남도석성로                        | 진도군 | 임회면                                           | 국도 제18호선 구간            |
| 백동삼거리                    | 백동길                            | 진도군 | 임회면                                           | 국도 제18호선 구간            |
| 신동삼거리                    | 임회신동길                        | 진도군 | 임회면                                           | 국도 제18호선 구간            |
| 봉상3교                       |                                   | 진도군 | 임회면                                           | 국도 제18호선 구간            |
| 송월삼거리                    |                                   | 진도군 | 임회면                                           | 국도 제18호선 구간            |
| 봉상1교 임회교                |                                   | 진도군 | 임회면                                           | 국도 제18호선 구간            |
| 석교삼거리                    | 십일시길                          | 진도군 | 임회면                                           | 국도 제18호선 구간            |
| 용호리                        | 광석길                            | 진도군 | 임회면                                           | 국도 제18호선 구간            |
| 삼막교                        |                                   | 진도군 | 임회면                                           | 국도 제18호선 구간            |
| (장구포)                      | 장구포길                          | 진도군 | 임회면                                           | 국도 제18호선 구간            |
| 염장삼거리                    | 염장길                            | 진도군 | 진도읍                                           | 국도 제18호선 구간            |
| 포서삼거리                    | 섬바위칠전로                      | 진도군 | 진도읍                                           | 국도 제18호선 구간            |
| 포서교                        |                                   | 진도군 | 진도읍                                           | 국도 제18호선 구간            |
| 포산삼거리                    | 포구1길                           | 진도군 | 진도읍                                           | 국도 제18호선 구간            |
| 포산 교차로                   | 조금시장길                        | 진도군 | 진도읍                                           | 국도 제18호선 구간            |
| 남동 교차로 (진도공용터미널)  | 남산로 남문길                     | 진도군 | 진도읍                                           | 국도 제18호선 구간            |
| 동외교                        |                                   | 진도군 | 진도읍                                           | 국도 제18호선 구간            |
| 동외 교차로                   | 동외1길                           | 진도군 | 진도읍                                           | 국도 제18호선 구간            |
| 진도고교앞 교차로             | 정거름재길 동외4길                | 진도군 | 진도읍                                           | 국도 제18호선 구간            |
| 정거림재                      |                                   | 진도군 | 진도읍                                           | 국도 제18호선 구간            |
| 군내면                        |                                   | 진도군 |                                                  | 국도 제18호선 구간            |
| 월가교 군내1교 군내2교        |                                   | 진도군 |                                                  | 국도 제18호선 구간            |
| 군내 교차로                   | 가흥로                            | 진도군 | 국도 제18호선 구간 상행 진출 불가 하행 진입 불가 |                               |
| 진도터널                      |                                   | 진도군 | 국도 제18호선 구간 연장 620m                     |                               |
| 둔전리                        | 연산길                            | 진도군 | 국도 제18호선 구간 상행 진입 불가 하행 진출 불가 |                               |
| 금골 교차로                   | 국도 제18호선 (둔전길) (군내대로) | 진도군 | 국도 제18호선 구간                               |                               |
| 군내삼거리                    | 연산길                            | 진도군 |                                                  |                               |
| 녹진 교차로                   | 지방도 제803호선 (서부해안로)     | 진도군 | 지방도 제803호선 구간                            |                               |
| 녹진시외버스터미널            |                                   | 진도군 | 지방도 제803호선 구간                            |                               |
| 녹진 교차로                   | 국도 제18호선 (군내대로)          | 진도군 | 국도 제18호선 구간 지방도 제803호선 구간         |                               |
| 진도대교                      |                                   | 진도군 | 국도 제18호선 구간 지방도 제803호선 구간         |                               |
| 관광레저로와 직결             |                                   |        |                                                  |                               |

## 주요 건물 및 시설
- 고성중학교 (전라남도 진도군 고군면 진도대로 83)
- 고군파출소 (전라남도 진도군 고군면 진도대로 280)
- 오산초등학교 (전라남도 진도군 고군면 진도대로 288)
- 고군보건지소 (전라남도 진도군 고군면 진도대로 303)
- 오산초등학교 향동분교 (폐교, 전라남도 진도군 고군면 진도대로 968)
- 진도군유스호스텔 (전라남도 진도군 고군면 진도대로 1320)
- 회동보건진료소 (전라남도 진도군 고군면 진도대로 1528)
- 의동초등학교 (폐교, 전라남도 진도군 의신면 진도대로 1661)
- 의신119지역대 (전라남도 진도군 의신면 진도대로 2380)
- 의신중학교 (전라남도 진도군 의신면 진도대로 2446)
- 의신초등학교 명금분교 (폐교, 전라남도 진도군 의신면 진도대로 2780)
- 국립남도국악원  (전라남도 진도군 임회면 진도대로 3818)
- 나절로미술관 (구 상만초등학교, 전라남도 진도군 임회면 진도대로 3886)
- 중만리마을회관 (전라남도 진도군 임회면 진도대로 3968)
- 남동리마을회관 (전라남도 진도군 임회면 진도대로 4614)
- 전남대학교 진도자연학습장 (전라남도 진도군 임회면 진도대로 4700)
- 연동보건진료소 (전라남도 진도군 임회면 진도대로 5179-11)
- 진도119안전센터 (전라남도 진도군 진도읍 진도대로 6945)
- 진도향토문화회관 (전라남도 진도군 진도읍 진도대로 7197)
- 군내파출소 (전라남도 진도군 군내면 진도대로 7957)
- 군내우체국 (전라남도 진도군 군내면 진도대로 7973)
- 녹진시외버스터미널 (전라남도 진도군 군내면 진도대로 8456)
- 녹진치안센터 (전라남도 진도군 군내면 진도대로 8599)